# Supercoppa italiana di calcio
 For alternative betydninger, se Super Cup. (Se også artikler, som begynder med Super Cup)
Suppercoppa italiana di calcio eller den italienske supercup er en italiensk fodboldturnering på én kamp, hvor vinderen af Serie A møder vinderen af Coppa Italia. Den spilles hvert år før sæsonen starter.
Cuppen blev spillet første gang i 1988, hvor AC Milan vandt over Sampdoria og Milan er også det hold, der har vundet den flest gange. Milan har pr. august 2012 vundet pokalen seks gange, mens Juventus og Inter har vundet fem gange hver.
Kampen foregår som regel på mestrenes hjemmebane og der bliver kun spillet en kamp.
Vinderen for 2014-udgaven blev Napoli.